# Goniobranchus charlottae
Espèce
Goniobranchus charlottae est une espèce de nudibranches de la famille des Chromodorididae.

## Répartition
Cette espèce se rencontre en mer Rouge,,.

## Habitat
Goniobranchus charlottae se rencontre sur les coraux à quelques mètres de profondeur.

## Description

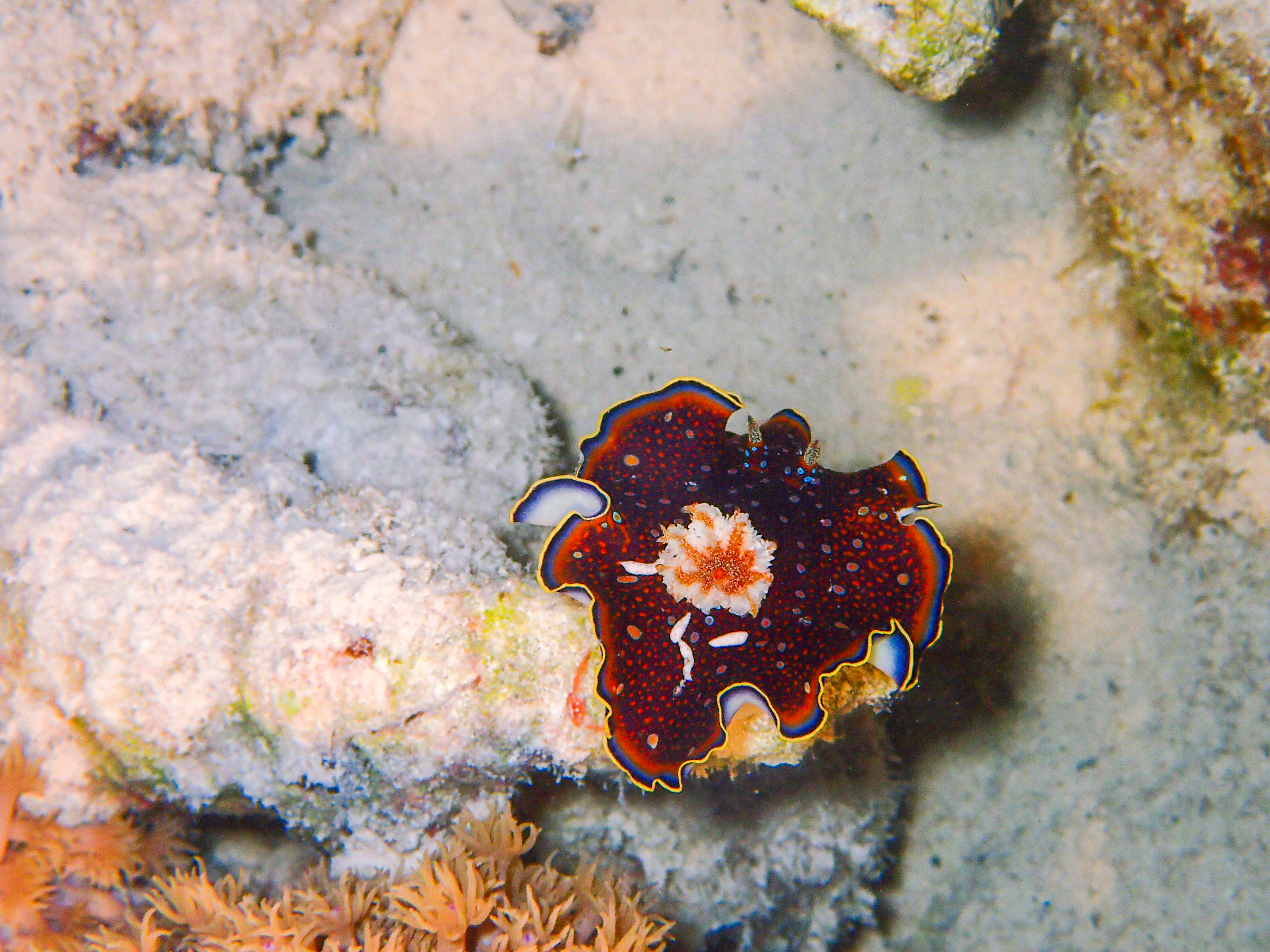
Goniobranchus charlottae

Goniobranchus charlottae peut mesurer de l'ordre de 6 cm de long,.
Le corps est ovale et moyennement haut avec un très grand chevauchement de manteau. Le bord du manteau est jeté en plis ondulés. Le tissu du manteau est doux et sa surface est lisse,. De petites formations cutanées de forme irrégulière et disposées en bandes submarginales irrégulières sont visibles à travers les tissus du manteau. Un plus grand nombre de ces formations est concentré dans la partie postérieure du notum mais aucune n'atteint la surface. Les branchies sont disposées en forme de fer à cheval autour de la papille anale. Elles présentent une section transversale bi- et tri-pennée et sub-quadrangulaire, chacune avec deux bandes latérales de lamelles.
Le manteau peut être considéré soit comme orange recouvert d’un réseau d’anneaux marron foncé, soit comme brun foncé avec d’innombrables taches orange de tailles différentes. Plusieurs de ces taches, habituellement plus grandes, sont jaune ou blanches entourées d'anneaux noirs. Derrière la base des rhinophores, il y a une paire de plaques transparentes bien visibles. La bordure du manteau présente une série de bandes submarginales orange, bleues à violettes et noires avec un bord jaune vif. Ventralement, l'hyponotum blanc translucide présente des bandes submarginales bleues et noires,. Le bord intérieur violet de la surface supérieure est épaissi aux points de courbure du bord du manteau. Les rhinophores sont transparents, mouchetés de pigments blanc rougeâtre et opaques. Les branchies, transparentes, sont rougeâtres à l'intérieur et blanc opaque à l'extérieur. Le pied qui se prolonge légèrement en arrière du manteau est blanc translucide,.
Le tube oral est court et le pharynx bien développé avec un sac radulaire saillant. Les bâtonnets de la mâchoire sont très petits et allongés avec une terminaison bifides. Ils couvrent une vaste zone en forme de fer à cheval. La radula est relativement large. La formule radulaire est 58 x 57.1.57. Les dents rachidiennes sont petites et vestigiales. Les premières dents latérales portent une grande cuspide et, dans la plupart des rangées, quelques denticules internes plus petits. La première dent, ainsi que d'autres latérales internes, présentent de 4 à 8 petits denticules externes. Les dents latérales présentent, à partir du milieu des demi-rangées, une forme de crochet avec des denticules réduits ou minuscules voire sans denticule. Les dents latérales externes diminuent en taille et deviennent des lames plus larges.
Les glandes salivaires sont constituées de petites bandes blanchâtres. L'œsophage se présente sous la forme d'un large tube dirigé vers l'arrière qui pénètre dans l'estomac par le côté antérieur droit. L'estomac, volumineux, est en partie intégré dans la sombre glande digestive. Un caecum bien développé atteint la surface de la glande digestive postérieure à l'intestin qui provient dorsalement de l'estomac. La partie proximale de l'intestin, long, très large et plié longitudinalement, forme plusieurs boucles qui remplissent la partie antérieure gauche de la cavité corporelle. Plus distalement, formant une large courbe à droite, l'intestin se rétrécit puis revient directement à la papille anale surélevée.
L'arrangement génital est triaulique. L’ampoule incurvée et aplatie se divise en un oviducte menant à la masse de la glande femelle et en un canal spermatique passant dans une section prostatique plus large. Plus distalement, le canal déférent de la prostate devient fortement coudé, formant un organe en forme de U mais non compact. Après une partie enroulée, la partie du canal déférent musculaire longue et étroite conduit à une partie éjaculatoire légèrement plus large qui forme une seule boucle. Aucune muqueuse cuticulaire n'est présente. Le vestibule mâle et femelle est commun. Le vagin distal est constitué d'un tube relativement large. Se rétrécissant, il se courbe à l'insertion commune de la grande bourse copulatrice et du réceptacle séminal plus petit et plus allongé. Le canal vaginal quitte le vagin près de l'insertion des réceptacles à allosperme et pénètre dans la masse de la glande femelle distalement, près du canal nidamental. La masse des glandes femelles, jaunâtres, semble plutôt homogène. Un bulbe blanchâtre intimement associé aux glandes femelles semble être une glande accessoire s'ouvrant sur le canal nidamental. Le canal nidamental s'ouvre étroitement en arrière du vestibule commun.
Une petite glande sanguine bilobée recouvre le système nerveux central. Les ganglions cérébropleuraux sont complètement soudés. Une paire de ganglions rhinophoraux est étroitement liée aux ganglions cérébraux. Les yeux semblent sessiles.

## Taxonomie
Cette espèce a été nommée par le zoologiste Michael Schrödl (d) en 1999 sous le protonyme Glossodoris charlottae.
Elle avait déjà été décrite par Charles Eliot en 1911 mais erronément identifiée comme une variété de Chromodoris reticulata (Goniobranchus reticulatus).
Goniobranchus charlottae a pour synonymes :
- Chromodoris charlottae (Schrödl, 1999)
- Glossodoris charlottae Schrödl, 1999

### Étymologie
Son épithète spécifique, charlottae, lui a été donnée en l'honneur de Mme Charlotte Schwarz, en l'honneur de l’enthousiasme de son mari pour les mollusques marins.

### Publication originale
- (en + nl) Michael Schrödl, « Glossodoris charlottae, a new chromodorid nudibranch from the Red Sea (Gastropoda, Opisthobranchia) », Vita Marina, Royaume des Pays-Bas, vol. 46, nos 3-4,‎ décembre 1999, p. 89-94 (ISSN 0165-8980, lire en ligne, consulté le 18 septembre 2024).